# Astyris diaphana
Astyris diaphana är en snäckart som beskrevs av Addison Emery Verrill 1882. Astyris diaphana ingår i släktet Astyris och familjen Columbellidae. Inga underarter finns listade i Catalogue of Life.